# 亨特維爾 (密蘇里州)
亨特維爾（英語：Huntville）是位於美國密蘇里州斯托達德縣的非建制地區。

## 歷史
亨特維爾的郵局於1903年設立，其後於1932年停運。

## 地理
亨特維爾所處的海拔為高於海平面91米（即299英呎），而該地所採用的時區為UTC-6，即北美中部時區（CST）。同時該地設有夏令時間，為UTC-6調快一小時，即UTC-5（CDT）。